# Филлипс, Уэнделл
Уэнделл Филлипс (англ. Wendell Phillips; 29 ноября 1811 — 2 февраля 1884) — американский публицист, юрист, сторонник отмены рабства. Лидер аболиционистов. Защитник прав коренных народов США.

## Биография
Уэнделл Филлипс родился в зажиточной семье первого мэра Бостона Джона Филлипса. В молодости получил юридическое образование, окончил университет и школу права Гарварда. В 1834 году открыл адвокатскую контору в Бостоне.

### Аболиционизм
Был прекрасным оратором, публицистом, мастером дискуссий. Однажды побывав в Бостоне в 1835 году на собрании «Бостонского женского общества борьбы с рабством», на котором выступал основатель «Американского общества борьбы с рабством» Уильям Ллойд Гаррисон, Филлипс был особенно впечатлён мужеством этих людей, в то время, как толпа возмущённых белых американцев пыталась линчевать Гаррисона. Филлипс был настолько возмущён тем, что он увидел, что он решил, пожертвовав своим социальным статусом и отказавшись от дальнейшей адвокатской практики, посвятить себя отмене рабства. 
Со временем стал близким соратником Уильяма Ллойда Гаррисона, основателя «Американского общества борьбы с рабством», печатал статьи в издаваемом Гаррисоном журнале «The Liberator». С конца 1830-х годов Филлипс был разъездным агентом; на него неоднократно покушались наёмники рабовладельцев.
В начале своей аболиционистской деятельности в 1836 году встретил Энн Терри Грин, ставшую его супругой; вместе они прожили 46 лет. В 1839 году они отправились в двухлетнее путешествие по Европе, во время которого посетили Всемирный конгресс против рабства в Лондоне в 1840 году. На нём, по воспоминаниям суфражисток Сьюзан Энтони и Элизабет Кейди Стэнтон, Филлипс решительно добивался представительства женщин, однако тем, хотя их и допустили до участия, не давали слова.

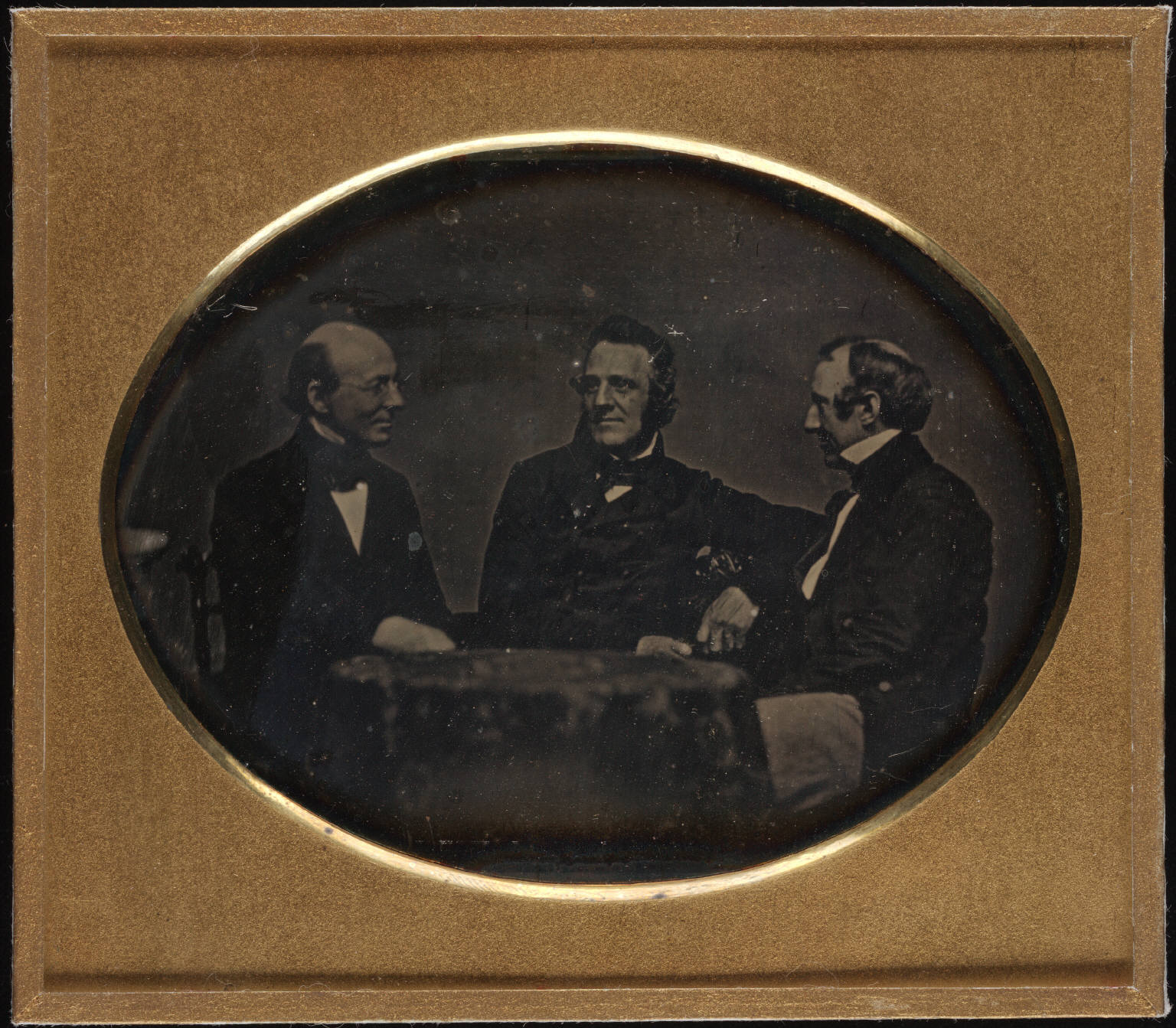
Портрет Уильяма Ллойда Гаррисона, британского аболициониста Дж. Томпсона и Уэнделла Филлипса. Дагеротип 1850—1851 гг.

В 1854 году Филлипса судили за участие в организации попытки побега схваченного беглого раба Энтони Бёрнса, а в 1859 году он выступал в защиту Джона Брауна. 
Представлял радикальное крыло аболиционистов, выступал за отделение свободных штатов от рабовладельческих и на этой почве в 1860 году критиковал Республиканскую партию и Авраама Линкольна. Однако после атаки на Форт Самтер Филлипс объявил о своей горячей поддержке начавшейся войны. В её годы ратовал за революционные методы её ведения и решительную ломку рабовладельческих устоев. 
В своей речи в 1864 году назвал предоставление чернокожим американцам полных гражданских прав, включая избирательные, требуемым условием для возвращения южных штатов в состав США. Без права на голос, указывали Филлипс и его единомышленник Фредерик Дуглас, все остальные права освобождённых рабов будут «стёрты в прах» их бывшими белыми рабовладельцами.
В 1865—1870 стал руководителем «Американского общества борьбы с рабством», одной из наиболее влиятельных организаций, стремящихся к отмене рабства на территории Северной Америки в XIX веке. После Гражданской войны, в период Реконструкции Юга, предлагал изгнать из страны лидеров конфедератов, а их земли конфисковать и распределить среди бывших рабов. 
В своей борьбе за Реконструкцию он сходился с позицией радикальных республиканцев в Конгрессе, однако в отличие от большинства из них, Филлипс требовал и перераспределения земель в пользу освобождённых рабов. Он резко выступал против режима президента Эндрю Джонсона и на выборах 1868 года поддержал Улисса Гранта, хотя и имел сомнения касательно его подготовленности к президентскому посту и был недоволен отказом Республиканской партии поддержать программу «земли, образования и бюллетеня» для афроамериканцев.

### Права женщин
Когда Реконструкция Юга подходила к концу, Филлипс смог уделять больше внимания общественной деятельности в других сферах — от прав коренных американцев до сухого закона. На протяжении своей жизни он активно боролся за расширение прав и возможностей женщин, за реформу пенитенциарной системы и отмену смертной казни. Помогал суфражистке Люси Стоун в 1849—1850 годах в её кампании за женские избирательные права в Массачусетсе, составив соответствующую петицию, а в 1854 году — в созыве конференции женщин Новой Англии. 

### Права коренных американцев
Был противником присоединения Техаса к США и американо-мексиканской войны (1846—1848), в результате которой США захватили дополнительные территории, расширившие границы страны вплоть до Тихого океана. 

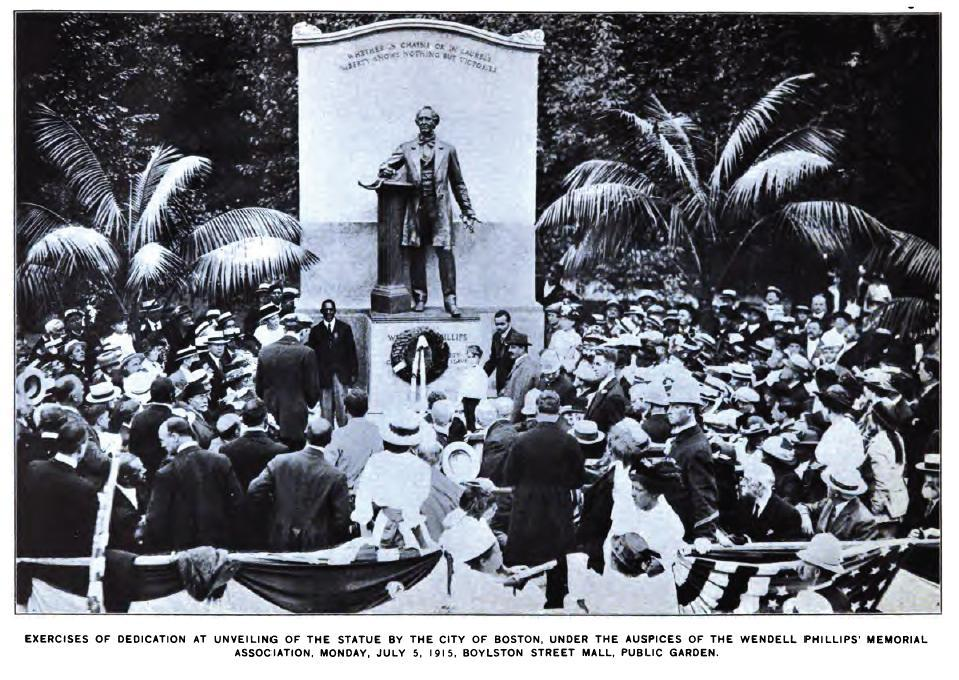
Открытие Мемориала Уэнделла Филлипса в Публичном парке Бостона в 1915 г.

Он также выступал против использования армии для вытеснения индейцев с их земель, обвиняя генерала Шеридана в политике истребления индейского населения. Совместно с губернатором штата и активисткой Хелен Хант Джексон Филлипс участвовал в создании Индейской комиссии Массачусетса. Даже в крайне неблагоприятной обстановке, когда после битвы при Литтл-Бигхорн общественность отвернулась от активистов прав коренных народов, он продолжал защищать права сиу на свои земли и устраивал публичные мероприятия о судьбе индейцев, пострадавших от насильственного переселения — на них выступали вождь понка Стоящий Медведь и писательница омаха Сюзетт ЛаФлеш Трибблз.

### Рабочее движение
К концу жизни примкнул к молодому американскому рабочему движению. Среди пунктов его политической программы в этот период были введение восьмичасового рабочего дня, а также ликвидация системы наёмного труда, капиталистических корпораций и привилегий имущих классов. В 1871 году выступал в защиту Парижской Коммуны и присоединился к Первому Интернационалу. Карл Маркс описывал его как человека железной воли, соединяющего могучую энергию с самым ясным сознанием и пользующимся признанием даже среди своих противников, Фридрих Энгельс — как лучшего оратора США (а возможно — и всего мира), сделавшего больше, чем кто-либо за исключением Джона Брауна для уничтожения рабства.